# Kultura

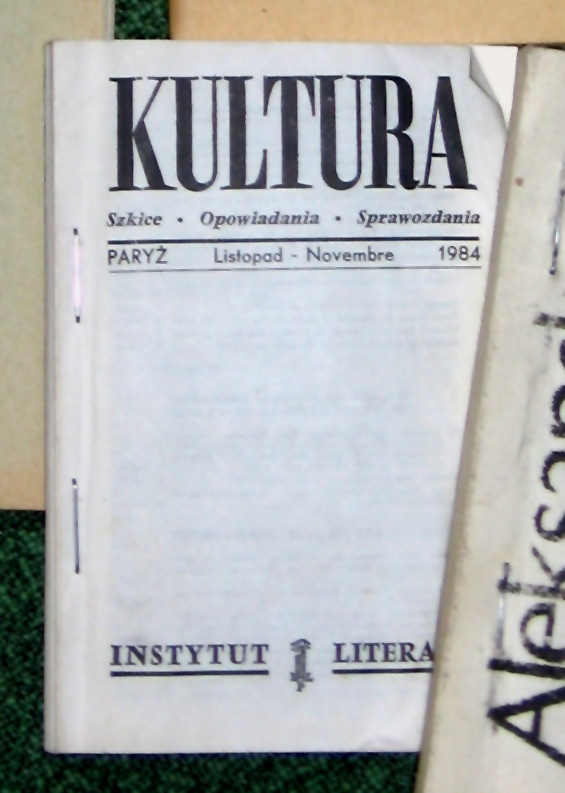
Kultura

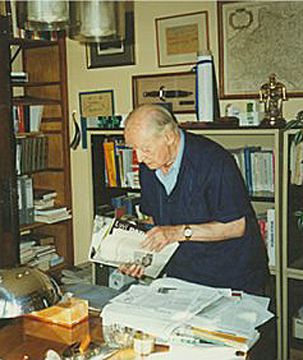
Jerzy Giedroyc, 1997

Kultura (phát âm tiếng Ba Lan: [kulˈtura], Văn hóa)-Đôi khi được gọi là Kultura Paryska ("Paris dựa trên văn hóa") - là một tạp chí văn học chính trị hàng đầu Ba Lan, xuất bản 1947-2000 bởi Instytut Literacki (Viện Văn học), ban đầu ở Rome, rồi Paris.
Nó được chỉnh sửa và sản xuất bởi Jerzy Giedroyc và ngừng xuất bản sau khi ông qua đời.
Giedroyc là một trong những lý do chính khiến Kultura có được uy tín không ngừng và có được một dòng người đóng góp các tư liệu đáng quý cho phép nó đóng một vai trò nổi bật trong đời sống văn học Ba Lan. Kultura đã xuất bản các bài báo và bài báo, bao gồm cả những bài viết của những người đoạt giải Nobel Czesław Miłosz và Wisława Szymbourska, cũng như các tác phẩm của nhiều tác giả khác. Các nhà phê bình văn học như Maria Janion, Wojciech Karpiński, Jan Kott và Ryszard Nycz cũng đóng góp. Kultura đã và đang tiếp tục là bài đọc thiết yếu cho sinh viên văn học Ba Lan. Qua nhiều năm nó được in, và phổ biến tên, nhiều trí thức Ba Lan dẫn đầu sống dưới chế độ Cộng trong và ngoài nước, chẳng hạn như Gustaw Herling-Grudziński, Witold Gombrowicz, Marek Hłasko, Juliusz Mieroszewski, Józef Czapski, Konstanty Jeleński, và Bogdan Czaykowski.
Kultura đã đóng một vai trò lớn trong sự hòa giải của Ba Lan với Ukraine, Belarus và Litva, là vòng tròn trí tuệ độc lập đầu tiên của Ba Lan để công khai ủng hộ, trong những năm 1950, công nhận biên giới phía đông sau chiến tranh của Ba Lan. Điều này liên quan đến việc từ bỏ yêu sách của Ba Lan đối với Lwów để ủng hộ một Ukraine độc lập trong tương lai và Wilno ủng hộ một Litva độc lập trong tương lai.
Khái niệm về hỗ trợ sự độc lập của các nước láng giềng phía đông của Ba Lan, xây dựng bởi Juliusz Mieroszewski và được gọi là ULB ("Ukraina, Litva, Belarus") -và lấy cảm hứng từ hoạch định chính sách Interbellum Prometheist của Józef Piłsudski - đã có ảnh hưởng lớn đến chính sách đối ngoại của Ba Lan từ 1989.